# Procesele Dachau (Slovenia)
Procesele Dachau (în slovenă Dachauski procesi) au fost un grup de procese înscenate (organizate politic) care au avut loc între 1947 și 1949 în Republica Socialistă Federativă Iugoslavia, mai ales în Republica Socialistă Slovenia. Numele se referă la faptul că 31 dintre inculpați au fost anterior prizonieri în lagărul de concentrare nazist de la Dachau. Treizeci și șapte de persoane au fost condamnate, dintre care 15 la moarte, iar 10 dintre astea au fost executate. Toate sentințele au fost anulate ulterior, în aprilie 1986, în Congresul al X-lea al Ligii Comuniștilor din Slovenia.

## Context și procedură
Procesele au marcat o abatere de la procesele comuniste anterioare din Slovenia, cum ar fi Procesul Nagode (în slovenă Nagodetov proces), deoarece până în acel moment autoritățile au căutat dușmani în afara Partidului Comunist, de obicei printre cei care nu erau proletari și din intelighențiia care nu era comunistă. Prin selectarea dușmanilor din rândurile Partidului Comunist, a fost lansată o versiune iugoslavă a proceselor înscenate staliniste.
Ca pregătire pentru procese, un număr mare de scriitori, medici, politicieni și ingineri au fost arestați fără să știe dacă vor fi acuzați sau folosiți doar ca martori. Cei arestați au fost torturați și lipsiți de drepturile lor legale. Au fost întocmite documente falsificate ca probe împotriva lor și au fost întocmite mărturii mincinoase.
Inculpații din procese au fost forțați să mărturisească că au fost spioni naziști în timp ce erau închiși în lagărul de concentrare de la Dachau sau în lagărul de concentrare Buchenwald, că au colaborat cu Gestapo și au lucrat pentru puterile occidentale după cel de-al Doilea Război Mondial pentru a submina socialismul. Procesele au fost transmise publicului prin difuzoare speciale montate pe străzi. Majoritatea inculpaților au fost împușcați imediat după ce au fost condamnați la moarte, iar alții au fost trimiși în lagărul de prizonieri de pe insula Goli Otok. Numărul total de persoane executate, datele specifice când au fost uciși și unde au fost aruncate trupurile lor rămân necunoscute. Se crede că unele se află în pădurea de lângă Kočevje, iar altele în cimitirul Žale⁠(d) din Ljubljana.
Sentințele pronunțate în aceste procese au fost anulate în aprilie 1986 la Congresul al X-lea al Ligii Comuniștilor din Slovenia.

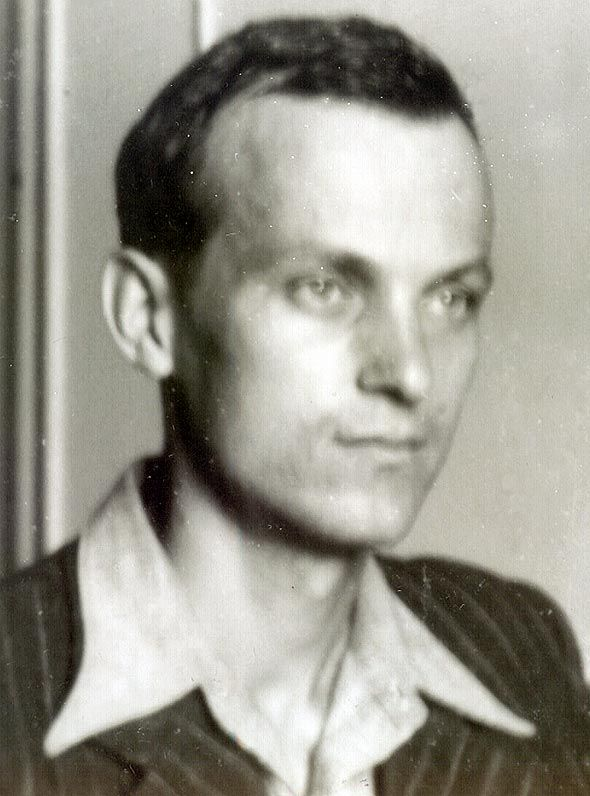
Vlado Kopač în 1942

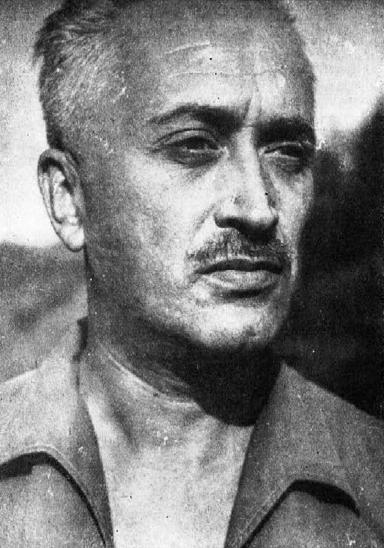
Igor Torkar

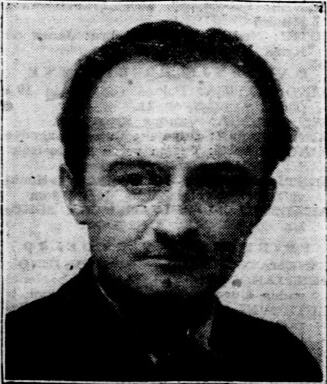
Ludvik Mrzel în 1940

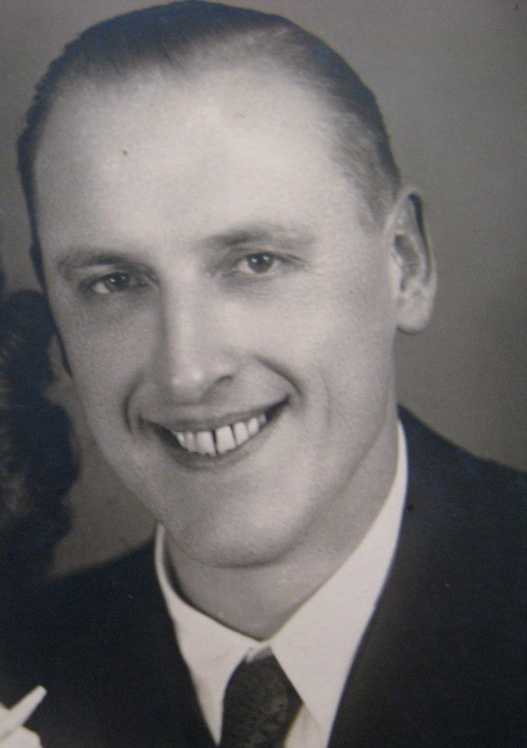
Andrej Bohinc

## Lista proceselor
- Proces preliminar: procesul lui Janko Pufler (24 mai 1947) [10] [3]
- Primul proces Dachau: procesul lui Branko Diehl și Stane Oswald (21-26 aprilie 1948) [3] [10]
- Al doilea proces Dachau: procesul lui Jože Mavec și Franc Malenšek (12 mai 1948) [3]
- Al treilea proces Dachau: procesul lui Mitja Sark (22 mai 1948) [3]
- Al patrulea proces Dachau: procesul lui Franc Žumer și Alojz Veršnik (26 mai 1948) [3]
- Al cincilea proces Dachau: procesul lui Janko Ravnikar (20 iulie 1948) [3]
- Al șaselea proces Dachau: procesul lui Vlasto (Vladimir) Kopač, Andrej Bohinc, Viljem Brezar și Roman Vidmar (10 august 1948) [3]
- Al șaptelea proces Dachau: procesul lui Rezika Barle (18 august 1948) [3]
- Al optulea proces Dachau: procesul lui Vekoslav Figar și Ivan Ranzinger (29 iunie 1949) [3]
- Al nouălea proces Dachau: procesul lui Jože Marčan (20 septembrie 1949) [3]
- Al zecelea proces Dachau: procesul lui Boris Fakin (Igor Torkar), Ludvik Mrzel și Marjan Petrak (11 octombrie 1949) [10] [3]

## Prezentare generală
În procese au fost implicate 7.380 de sloveni și 2.144 de cetățeni străini. 37 de persoane au fost condamnate, 15 dintre ele la moarte, dintre care patru nu au fost executate.
10 oameni au fost împușcați (fie la 12 mai 1948 și 5 ianuarie 1949, fie la 18 noiembrie 1950, probabil în pădurea de lângă Kočevje).
20 de persoane au fost condamnate la muncă silnică, dintre care una a murit în lagărul de prizonieri de pe insula Goli Otok.
Ancheta judecătorească împotriva a trei persoane a fost suspendată.
Trei persoane au murit în timpul interogatoriilor.
Anchetatorii din cadrul acestor procese au fost locotenent colonel Ivan More (alias Žan; anchetator șef), Kamilo Hilbert, Branko Ivanuš, Nace Majcen, Martin Renko, Franc Pirkovič, Karlo Sagadin, Rado Škraba și Aleks Winkler.